# Shalosh Regalim
 (novembre 2010).
Les Trois Fêtes de Pèlerinage, plus connues sous le nom de Shalosh Regalim, sont trois fêtes majeures du judaïsme, au cours desquelles les Israélites vivant dans le Royaume d'Israël ou le Royaume de Juda devaient réaliser un pèlerinage à Jérusalem, ainsi que le leur prescrivait la Torah. À Jérusalem, ils participaient à des festivités et à un culte rituel en conjonction avec les services des cohanim ("prêtres") au Temple de Jérusalem. Ces trois fêtes sont: 
1. Pessa'h ("la Pâque"),
2. Chavouot (la "Pentecôte"), et
3. Souccot ("Tabernacles").

Après la destruction du Second Temple, le pèlerinage cessa d'être une obligation, et ne se tint plus à une échelle nationale. Durant les offices synagogaux, les passages relatifs à la fête observée sont lus à haute voix dans un Sefer Torah sur la bima ("autel"), et en marquent le point crucial. Durant les célébrations juives dans l'actuel Israël, beaucoup de Juifs habitant à Jérusalem ou à proximité font un effort pour assister aux offices de prière au Mur des Lamentations, afin d'"émuler" les anciens pèlerinages dans la mesure de leurs moyens.

## Sources dans la Bible Hébraïque
Livre de l'Exode
23:14-17 : Trois fois par année, tu célébreras des fêtes en Mon honneur. Tu observeras la fête des pains sans levain; pendant sept jours, au temps fixé dans le mois des épis, tu mangeras des pains sans levain, comme je t'en ai donné l'ordre, car c'est dans ce mois que tu es sorti d'Égypte; et l'on ne se présentera point à vide devant Ma face.
Tu observeras la fête de la moisson, des prémices de ton travail, de ce que tu auras semé dans les champs; et la fête de la récolte, à la fin de l'année, quand tu recueilleras des champs le fruit de ton travail.
Trois fois par année, tous les mâles se présenteront devant le Seigneur, l'Éternel.
34:18-23 : Tu observeras la fête des pains sans levain; pendant sept jours, au temps fixé dans le mois des épis, tu mangeras des pains sans levain, comme Je t'en ai donné l'ordre, car c'est dans le mois des épis que tu es sorti d'Égypte.
19 Tout premier-né M'appartient, même tout mâle premier-né dans les troupeaux de gros et de menu bétail.
20 Tu rachèteras avec un agneau le premier-né de l'âne; et si tu ne le rachètes pas, tu lui briseras la nuque. Tu rachèteras tout premier-né de tes fils; et l'on ne se présentera point à vide devant Ma face.
Tu travailleras six jours, et tu te reposeras le septième jour; tu te reposeras, même au temps du labourage et de la moisson.
Tu célébreras la fête des semaines, des prémices de la moisson du froment, et la fête de la récolte, à la fin de l'année.
Trois fois par an, tous les mâles se présenteront devant le Seigneur, l'Éternel, Dieu d'Israël.
Livre du Deutéronome
(16:16) Trois fois par année, tous les mâles d'entre vous se présenteront devant l'Éternel, ton Dieu, dans le lieu qu'Il choisira: à la fête des pains sans levain, à la fête des semaines, et à la fête des tabernacles. On ne paraîtra point devant l'Éternel les mains vides.